# Apoštol

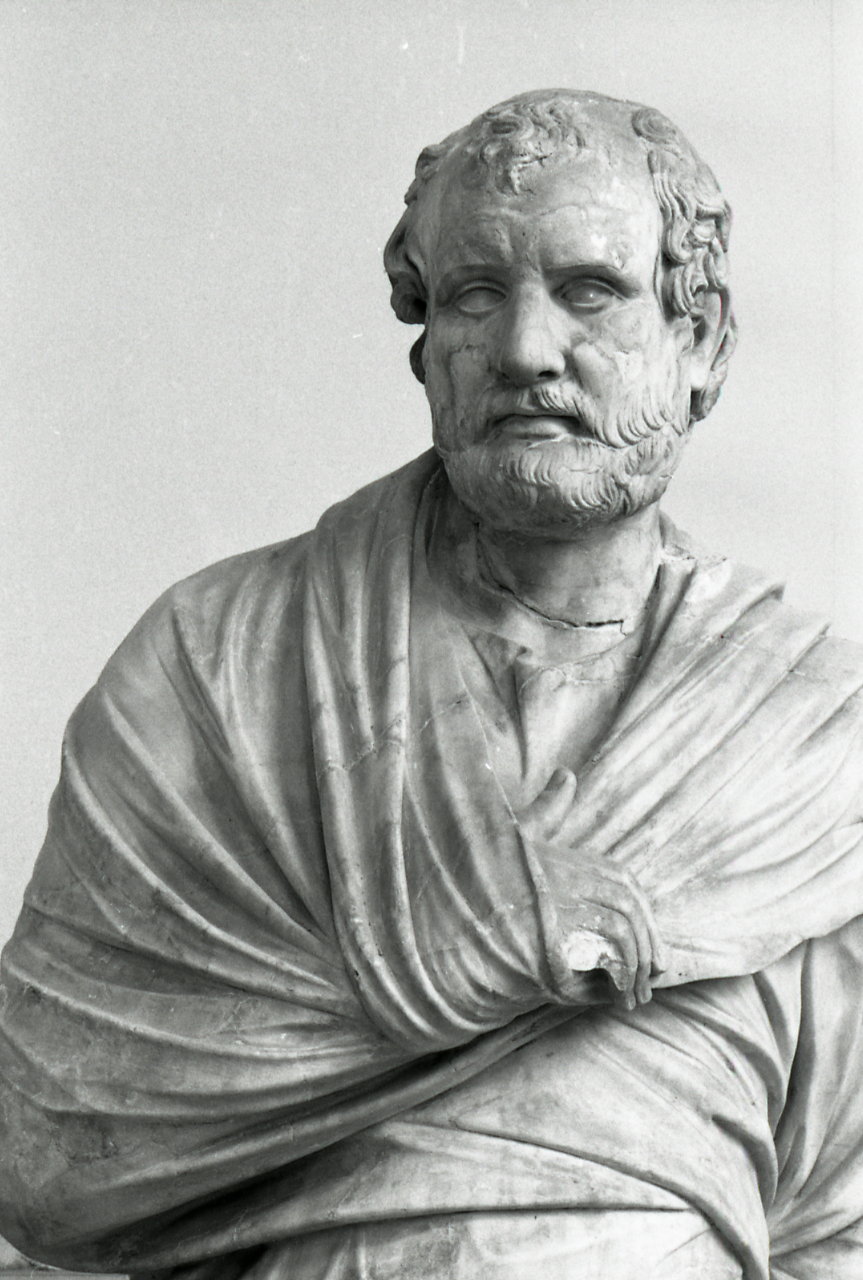
Aischinés (389–314 př. n. l.), který byl po celý svůj život vysílán jako člen některých velvyslaneckých misí.
Starořecké ἀπόστολος (apóstolos) lze přeložit jako "„velvyslanec“" i „vyslanec“ a v některých případech
se takto ve starověkém Řecku používalo.

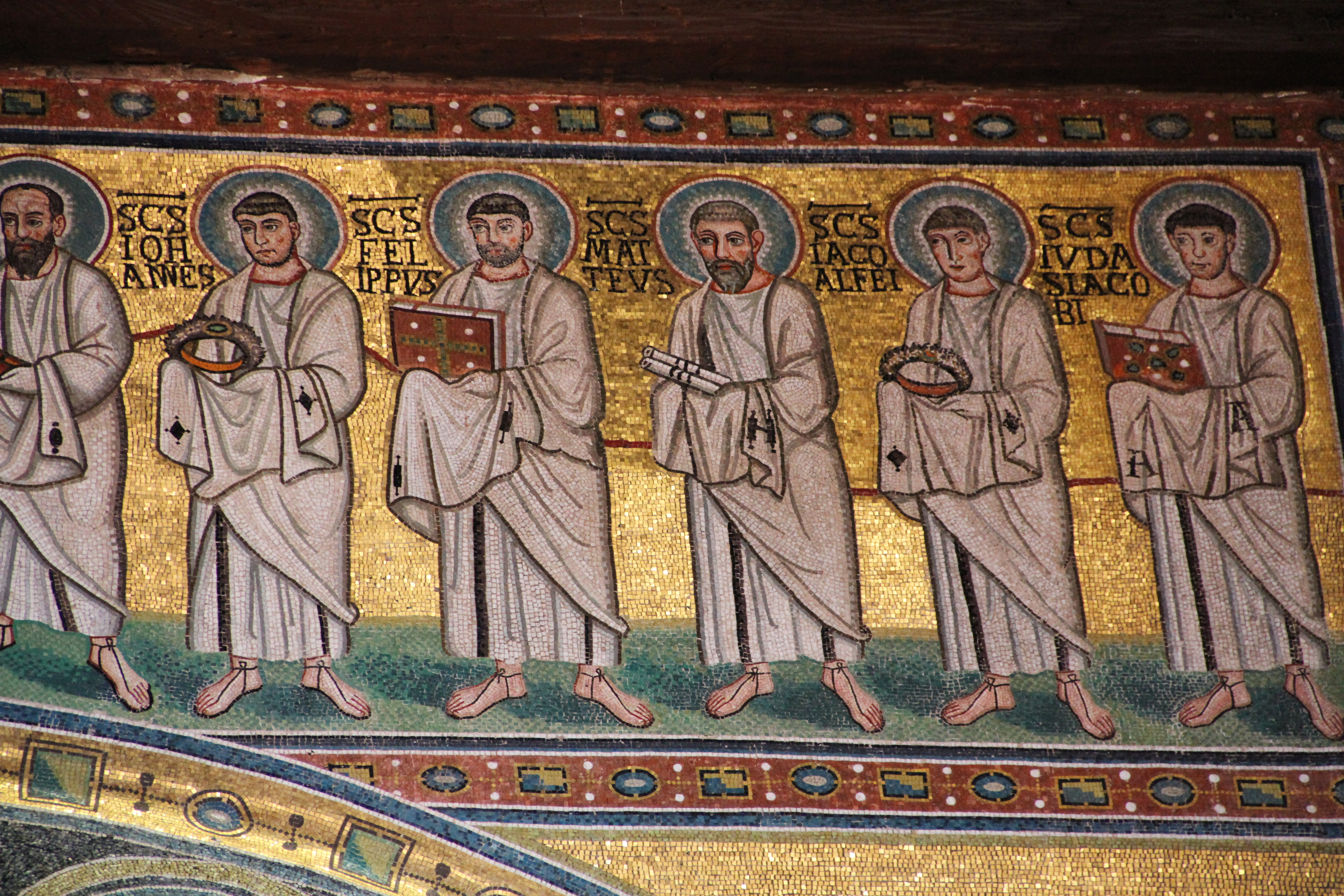
Několik z dvanácti apoštolů, mozaika v bazilice svatého Eufrazia

Apoštol je v pravém slova smyslu vyslanec. Slovo je odvozeno ze starořeckého ἀπόστολος (apóstolos), doslova „ten, kdo je poslaný (vyslaný)“, samo odvozeno od slovesa ἀποστέλλειν (apostéllein), „poslat, vyslat“. Účelem takového vyslání je obvykle předání zprávy, a proto je častým alternativním překladem „posel“; mezi další běžné překlady patří „velvyslanec“ a „vyslanec“. Tento termín má ve staré řečtině i další příbuzné významy.
Termín pochází ze starořečtiny a v křesťanství se v Novém zákoně používal pro dvanáct Ježíšových apoštolů (včetně Petra, Jakuba a Jana) a širší skupinu postav raného křesťanství, včetně Pavla, Barnabáše a Junia. Termín se také používá pro označení významného misionáře křesťanství v určitém regionu, např. „apoštol Německa“. Některá jiná náboženství tento termín používají pro srovnatelné postavy svých dějin. Slovo v tomto významu může být použito metaforicky v různých kontextech, ale většinou se setkáváme s tím, že se používá konkrétně pro první spolupracovníky zakladatele určitého náboženství, kteří byli důležití při šíření jeho učení. Výraz se také používá pro označení někoho, kdo je silným zastáncem něčeho.

## Terminologie
Termín apoštol je odvozen z klasického řeckého ἀπόστολος (apóstolos), což znamená „ten, kdo je vyslán“, od στέλλειν („stellein“), „poslat“ + από (apó), „mimo, pryč“. Doslovný význam v češtině je tedy „vyslanec“ (z latinského mittere, „poslat“, a ex, „z, ven, pryč“).
Slovo apoštol má dva významy: širší význam posla a užší význam raně křesťanského apoštola přímo spojeného s Ježíšem. Obecnější význam slova se do latiny překládá jako missiō a z tohoto slova vznikl misionář.
V Septuagintě se tento termín vyskytuje pouze jednou. Walter Bauer ve svém Řecko-anglickém lexikonu však tento termín spojuje s rabínským pojmem šaljáš neboli prostředník: „V judaismu existoval úřad známý jako apoštol (שליח)“. Fribergův řecký lexikon uvádí širokou definici jako toho, kdo je vyslán na misii, pověřeného zástupce sboru, Božího posla, člověka, který má zvláštní úkol zakládat a zakládat církve. Také UBS Greek Dictionary popisuje apoštola obecně jako posla. Louw-Nida Lexicon uvádí velmi úzkou definici zvláštního posla, která se obecně omezuje na bezprostřední Ježíšovy následovníky nebo se rozšiřuje na některé další osoby, jako byl Pavel nebo jiní první křesťané aktivní při hlásání evangelia.
Přídavné jméno apoštolský se hlásí k přetrvávající charakteristice řady významných křesťanských církví (tj. že tradice, praxe a učení dané církve pochází přímo od původních apoštolů), a nachází tak širší moderní uplatnění. Toto slovo se vyskytuje například v „apoštolském stolci“, oficiálním názvu pro římskokatolické papežství, v učení o apoštolské posloupnosti, které zastává mnoho větví křesťanství, a ve čtyřech znacích církve („jedna, svatá, katolická a apoštolská“), které se nacházejí v Nicejsko-konstantinopolském vyznání víry.

## Judaismus
„Apostoloi“ byl oficiální název pro muže, které jeruzalémští vládci posílali vybírat půlšekelovou daň pro Chrám, přičemž samotná daň se nazývala „apostolé“.

## Křesťanství

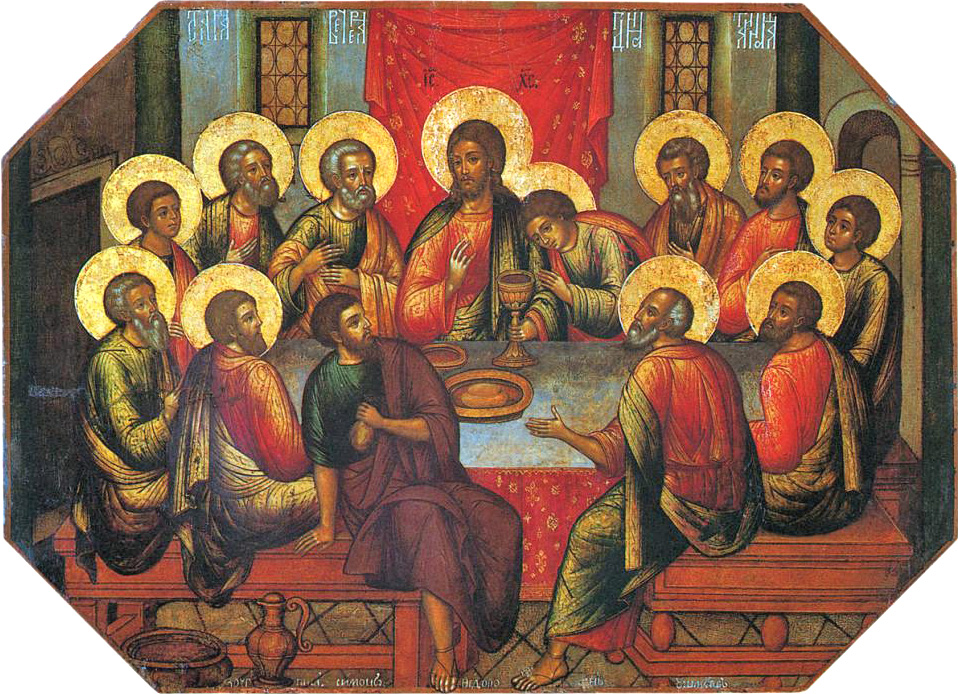
Ježíš s dvanácti apoštoly při Poslední večeři, obraz Simona Ušakova (1685)

### Nový zákon
Před vysláním bylo Dvanáct nazýváno učedníky nebo „studenty“ (latinsky discipulus; řecky μαθητής mathētḗs; hebrejsky לִמּוּד limmûdh; vše ve významu „ten, kdo se učí“). V Bibli se uvádí, že Ježíš vyslal dvanáct apoštolů, „které také nazval apoštoly“ – Lk 6, 13 (Kral, ČEP), nejprve před svou smrtí „ke ztraceným ovcím Izraele“ – Mt 10 (Kral, ČEP) a po svém vzkříšení, aby šířili poselství evangelia všem národům – Mt 28, 16–20 (Kral, ČEP). Ve východních církvích existuje také tradice „sedmdesáti apoštolů“, odvozená od sedmdesáti dvou učedníků zmíněných v Lukášově evangeliu.

### Seznamy apoštolů
Následující tabulka obsahuje seznamy apoštolů, tak jak je uvádějí jednotlivé knihy Nového zákona, evangelia a Skutky apoštolů.
| Marek Mk 3, 14–19 (Kral, ČEP) | Lukáš Lk 6, 13–16 (Kral, ČEP) | Matouš Mt 10, 2–4 (Kral, ČEP) | Jan neobsahuje seznam apoštolů | Skutky Sk 1, 13–26 (Kral, ČEP) |
| --- | --- | --- | --- | --- |
| 1. Šimon Petr 2. Jakub, syn Zebedeův 3. Jan, syn Zebedeův 4. Ondřej 5. Filip 6. Bartoloměj 7. Matouš 8. Tomáš 9. Jakub, syn Alfeův 10. Tadeáš 11. Šimon Kananejský 12. Jidáš Iškariotský | 1. Šimon Petr 2. Ondřej 3. Jakub 4. Jan 5. Filip 6. Bartoloměj 7. Matouš 8. Tomáš 9. Jakub Alfeův 10. Šimon zvaný Horlivec 11. Juda Jakubův 12. Jidáš Iškariotský | 1. Šimon Petr 2. Ondřej 3. Jakub, syn Zebedeův 4. Jan, syn Zebedeův 5. Filip 6. Bartoloměj 7. Tomáš 8. celník Matouš 9. Jakub Alfeův 10. Tadeáš 11. Šimon Kananejský 12. Jidáš Iškariotský | 1. Ondřej 2. Šimon Petr 3. Filip 4. Nathanael 5. Jidáš Iškariotský 6. Tomáš, zvaný Blíženec 7. „učedník, jehož Ježíš miloval“ 8. jeden ze synů Zebedeových 9. Juda (ne ten Iškariotský) | 1. Petr 2. Jan 3. Jakub 4. Ondřej 5. Filip 6. Tomáš 7. Bartoloměj 8. Matouš 9. Jakub Alfeův 10. Šimon Zélóta 11. Juda, syn Jakubův + 1. Matěj namísto Jidáše |
| dohromady „Dvanáct“ | dohromady „Dvanáct“ | dohromady „Dvanáct“ | jmenuje 7 a zmiňuje další 2 | po Jidášově smrti 11, doplněno na nových Dvanáct |

### Další apoštolové
Názvem apoštol jsou též pojmenováni někteří důležití křesťané prvních let křesťanství, zvláště Pavel z Tarsu, „apoštol národů“ a sv. Barnabáš. List Efezanům – Ef 4, 11 (Kral, ČEP) zmiňuje úřad apoštola mezi ostatními službami – proroků, evangelistů, pastýřů a učitelů. Konečně jako „apoštola a velekněze“ popisuje List Židům samotného Ježíše Krista.
Tři ženy, které velikonočního rána přišly k Ježíšovu hrobu pomazat jeho mrtvé tělo a zjistily, že byl Ježíš vzkříšen, zvěstovaly zprávu o tom apoštolům – a proto jsou někdy nazývány jako „apoštolky apoštolů“.

### Apoštolové v dějinách církve
Za nástupce apoštolů, nikoli za apoštoly samé, jsou v katolické a pravoslavné církvi zváni biskupové. Apoštolští Otcové, skupina autorů křesťanských spisů z 1. poloviny 2. století, jsou považováni za žáky apoštolů – a jako jejich očití svědkové požívají ve zmíněných církvích jejich spisy velké autority.
V širším smyslu se za apoštoly považují také ti, kdo přinesli křesťanskou víru nějakému národu nebo na nějaké území, např.:
| sv. Irenej z Lyonu        | (130–200), apoštol Galie                                                |
| sv. Diviš                 | (3. století), apoštol Franků                                            |
| sv. Řehoř Thaumatúrgos    | (256–331), apoštol Arménů                                               |
| sv. Martin z Tours        | (338–401), apoštol Galie                                                |
| sv. Patrik                | (373–463), apoštol Irska; tento titul sdílí i s dvanácti apoštoly Irska |
| sv. Remigius z Remeše     | (asi 437–533), apoštol Franků                                           |
| sv. Ninian                | (5. století), apoštol Piktů                                             |
| sv. Martin z Dumia        | (520–580), apoštol Svébů                                                |
| sv. Kolumba               | (521–597), apoštol Skotska                                              |
| sv. Augustin z Canterbury | († 604), apoštol Anglie                                                 |
| sv. Bonifác               | (680–775), apoštol Germánů                                              |
| sv. Ansgar                | (801–864), apoštol Skandinávie                                          |
| sv. Cyril                 | († 869) a Metoděj († 885), apoštolové Slovanů                           |
| sv. František Xaverský    | (1506–1552), apoštol Dálného východu (Východní Indie)                   |
| sv. José de Anchieta      | (1534–1597), apoštol Brazílie                                           |
| sv. Petr z Betancuru      | (1626–1667), apoštol Guatemaly                                          |

### Novodobý apoštol v apoštolském hnutí
Podle Dr. Davida Cannistraciho je novodobý apoštol v tradici apoštolsko-prorockého hnutí ten, kdo je „povolán a poslán Kristem, aby měl duchovní autoritu, charakter, dary a schopnosti úspěšně oslovovat a upevňovat lidi v pravdě a řádu Království, zejména prostřednictvím zakládání a dohledu nad místními církvemi.“ „Apoštol“ je ten, kdo má povolání zakládat sbory a dohlížet na ně, má prokazatelně založené sbory a duchovní syny ve službě, je uznáván ostatními apoštoly a splňuje biblickou kvalifikaci staršího.

### Letniční hnutí
V moderním pojetí se misionáři letničního hnutí často označují jako apoštolové, což vychází z latinského ekvivalentu slova apoštol, tj. missio, které je základem českého slova misionář (poslaný).

### Hnutí Svatých posledních dnů
Hlavní článek: Kvórum dvanácti apoštolů
Církev Ježíše Krista Svatých posledních dnů měla ve svém vedení vždy nejméně dvanáct osob označovaných za apoštoly. Jejich hlavním úkolem je učit a svědčit o Ježíši po celém světě.
V hnutí Svatých posledních dnů Církve Ježíše Krista je apoštol „zvláštní svědek jména Ježíše Krista, který je poslán, aby učil svět zásadám spasení.“ V církvích Církve Ježíše Krista Svatých posledních dnů je apoštol kněžský úřad s vysokou autoritou v rámci církevní hierarchie.
V církvích Svatých posledních dnů jsou apoštolové členy Kvora dvanácti apoštolů církve. Novodobí apoštolové jsou považováni za osoby se stejným postavením a autoritou jako bibličtí apoštolové. Apoštolové a proroci jsou základem Církve, přičemž Ježíš je hlavním úhelným kamenem. V Článcích víry, které napsal Joseph Smith, jsou apoštolové zmíněni: „Věříme ve stejnou organizaci, jaká existovala v prvotní církvi, totiž v apoštoly, proroky, pastýře, učitele, evangelisty atd.“

### Irvingismus
Katolickou apoštolskou církev vedlo dvanáct „apoštolů“ až do smrti posledního z nich v roce 1901. Některé denominace, které z katolické apoštolské církve vzešly, jako například Novoapoštolská církev, jsou vedeny apoštoly. Nejvyšším služebníkem v Novoapoštolské církvi je vrchní apoštol.

## Islám
Hlavní články: Proroci islámu a Ježíšovi učedníci v islámu
V islámu je apoštol nebo posel (arabsky: رسول, romanizovaně: rasūl) prorok, kterého poslal Bůh. Podle Koránu poslal Bůh lidstvu mnoho proroků. Pěti všeobecně uznávanými posly v islámu jsou Ibrahim (Abrahám), Músa (Mojžíš), Dáwúd (David), Ísá (Ježíš) a Muhammad (Mohamed), neboť se věří, že každý z nich byl poslán s Písmem. Muslimská tradice také tvrdí, že Adam obdržel svitky, stejně jako někteří další patriarchové Adamova pokolení. Termín apoštol nebo posel se používá také pro proroky vyslané kázat do určitých oblastí; Korán zmiňuje jako posly také Junuse (Jonáše), Elijah (Eliáše), Ismaila (Izmaela), Šuajba (Jetra) a další proroky.
Sahábí označuje společníky, učedníky, písaře a rodinu islámského proroka Mohameda. Pozdější učenci přijali jejich svědectví o Mohamedových slovech a činech, o příležitostech, při nichž byl Korán zjeven, a o různých důležitých otázkách islámské historie a praxe.

## Baháʼí
Hlavní článek: Bahá'u'lláhovi apoštolové
Bahá'u'lláhovi apoštolové bylo devatenáct významných prvních následovníků Bahá'u'lláha, zakladatele Bahá'í. Za apoštoly je označil Shoghi Effendi, hlava náboženství v první polovině 20. století, a jejich seznam byl zařazen do knihy Svět Baháʼí, svazek III. (str. 80–81).
Tito lidé hráli zásadní roli v rozvoji Bahá'u'lláhovy víry, upevňovali její stoupence a šířili její učení po celém světě. Pro Baháʼího plnili podobnou roli jako Jákobovi synové, Ježíšovi apoštolové, Mohamedovi společníci nebo Bábovy Listy živých.

## Sekulární kontext
Za apoštoly se někdy v sekulárním užití prohlašují osoby, které se zasloužily o prosazení určité nauky nebo názoru (v původním řeckém smyslu slova: vyslanec).